# پوشش گیاهی
پوشش گیاهی (انگلیسی: Vegetation) عبارت است از کلیه رستنی‌های سطح هر منطقه شامل درخت، درختچه و گونه‌های مرتعی که در زیستگاه‌های طبیعی و مصنوعی وجود دارد. به تعبیری دیگر، پوشش گیاهی شامل کلیه گونه‌های گیاهی یک ناحیه و نحوه پراکنش مکانی و زمانی آنهاست.

## پوشش گیاهی جهان
پوشش گیاهی جهان به هفده دسته تقسیم می‌شوند:
1. جنگل‌های برگ سوزنی همیشه سبز
2. جنگل‌های برگ پهن همیشه سبز
3. جنگل‌های برگ سوزنی خزان دار
4. جنگل‌های برگ پهن خزان دار
5. جنگل‌های مختلط ای مختلط
6. بوته زار و درختچه زارهای بسته
7. بوته زار و درختچه زارهای باز
8. ساوانا جنگلی
9. ساوانا
10. علفزار و چمنزار
11. باتلاق، مرداب و اراضی آبگیر
12. اراضی تحت کشاورزی
13. مناطق مسکونی (شهری)
14. اراضی تحت کشاورزی /روئیدن‌های طبیعی
15. برف و یخ
16. نواحی لم‌یزرع
17. دریا و رودخانه

## ترکیب پوشش گیاهی جهان
- اراضی کشاورزی ۱۹/۲٪
- بوته زار ۱۴/۲٪
- جنگل/درختزار ۲۷/۵٪
- علفزار و ساوانا ۱۴٪
- عوارض آبی ۰/۹٪
- مناطق شهری ۰/۲٪
- نواحی لم یزرع ۱۲/۶٪
- یخ و برف ۱۱/۴٪